# Amir Ghalenoei
Ardeshir "Amir" Ghalenoei (en persa: اردشیر «امیر» قلعه‌نویی‎; Teherán, 22 de noviembre de 1963), más conocido como Amir Ghalenoei, es un exfutbolista y entrenador iraní. Actualmente dirige a la selección de Irán.

## Carrera como jugador
Nacido en Teherán, Ghalenoei comenzó su carrera a finales de los años setenta después de pasar una prueba técnica para Rah Ahan, uno de los clubes más antiguos del fútbol iraní. Jugó para el equipo juvenil del club durante dos años y fue ascendido al primer equipo en 1981 por Nasser Ebrahimi. Tuvo una buena actuación allí y marcó tres goles durante la Copa Hazfi. No obstante, dejó al equipo después de que el entrenador del club fichó por el Shahin.
Después de cinco años, fue transferido al club qatarí Al-Sadd. En su estancia en Catar, ayudó al equipo a conseguir dos títulos de liga nacional y un título de la Copa del Emir.
En julio de 1989, se marchó al Esteghlal donde jugaría hasta su retiro del fútbol profesional.Durante su estadía en el club iraní, obtuvo la liga nacional en 1990 y el Copa de Clubes de Asia en 1991.Fue capitán del equipo en los últimos cuatro años de su carrera y fue apodado como "General" por los aficionados a partir de su destacada capacidad como líder.

## Carrera como entrenador
Ghalenoei inició su carrera como entrenador en el Keshavarz en 1999 y luego dirigió al Bargh Tehran. Después de servir como entrenador interino del Esteghlal en 5 partidos durante el 2002 y ganar la copa Hazfi con este equipo, fue nombrado asistente técnico del Esteghlal para la temporada 2002-03.
Fue nombrado oficialmente entrenador del Esteghlal antes de la temporada 2003-04 por el presidente del club, Mohammad Gharib. Sucedió a Mansour Pourheidari, de quien Ghalenoei fue su asistente durante años.
En julio de 2006, se hizo cargo por primera vez de la selección de Irán.Dirigió al seleccionado en la Copa Asiática 2007, donde quedaron eliminados en cuartos de final ante Corea del Sur por penales.Después de un período de discusiones en la federación de fútbol iraní, su contrato no fue renovado y la selección nacional quedó con un entrenador interino durante varios meses.
El 1 de enero de 2008, Ghalenoei firmó un contrato hasta el final de la temporada 2007-08 con el Mes Kerman de la Iran Pro League.En mayo del mismo año, inició su tercera etapa en el Esteghlal hasta junio de 2009.
En julio de 2009, fue confirmado como entrenador del Sepahan. Sin embargo, dejó su cargo el 4 de junio de 2011 debido a un conflicto con el nuevo encargado de la junta directiva.Nueve días más tarde, fue nombrado técnico del Tractor y se mantuvo en funciones hasta el final de la temporada.
Para la temporada 2012-13, comenzó su cuarta etapa en el Esteghlal.En mayo de 2015, la junta directiva resolvió no renovarle su contrato que vencía en el mes de junio.En los años posteriores, continuó dirigiendo en el fútbol iraní y más precisamente en el Tractor, Zob Ahan, Sepahan y Gol Gohar.
El 12 de marzo de 2023, fue oficializado como entrenador de la selección de Irán donde dirigió al seleccionado en la Copa Asiática 2023.En dicha competencia, alcanzó las semifinales donde cayeron ante el eventual campeón Catar, por 3-2.

## Clubes

### Como jugador
| Club      | País  | Año       |
| --------- | ----- | --------- |
| Rah Ahan  | Irán  | 1981-1982 |
| Shahin    | Irán  | 1982-1987 |
| Al-Sadd   | Catar | 1987-1989 |
| Esteghlal | Irán  | 1989-1997 |

### Como entrenador
| Club              | País | Año           |
| ----------------- | ---- | ------------- |
| Keshavarz         | Irán | 1999-2000     |
| Bargh Tehran      | Irán | 2001-2002     |
| Esteghlal         | Irán | 2002          |
| Esteghlal Ahvaz   | Irán | 2002-2003     |
| Esteghlal         | Irán | 2003-2006     |
| Selección de Irán | Irán | 2006-2007     |
| Mes Kerman        | Irán | 2008          |
| Esteghlal         | Irán | 2008-2009     |
| Sepahan           | Irán | 2009-2011     |
| Tractor           | Irán | 2011-2012     |
| Esteghlal         | Irán | 2012-2015     |
| Tractor           | Irán | 2015-2017     |
| Zob Ahan          | Irán | 2017-2018     |
| Sepahan           | Irán | 2018-2020     |
| Gol Gohar         | Irán | 2020-2023     |
| Selección de Irán | Irán | 2023-presente |

## Selección nacional
| # | Fceha               | Lugar                                                 | Oponente | Resultado | Competición |
| - | ------------------- | ----------------------------------------------------- | -------- | --------- | ----------- |
| 1 | 18 de junio de 1996 | Estadio Al-Sadaqua Walsalam, Ciudad de Kuwait, Kuwait | Kuwait   | 2–2       | Amistoso    |

## Palmarés

### Como jugador

#### Campeonatos nacionales
| Título                  | Club      | País  | Año     |
| ----------------------- | --------- | ----- | ------- |
| Liga de fútbol de Catar | Al-Sadd   | Catar | 1987-88 |
| Copa del Emir de Catar  | Al-Sadd   | Catar | 1987-88 |
| Liga de fútbol de Catar | Al-Sadd   | Catar | 1988-89 |
| Iran Pro League         | Esteghlal | Irán  | 1989-90 |
| Copa Hazfi              | Esteghlal | Irán  | 1995-96 |

#### Campeonatos internacionales
| Título                       | Club      | País | Año     |
| ---------------------------- | --------- | ---- | ------- |
| Campeonato de Clubes de Asia | Esteghlal | Irán | 1990-91 |

### Como entrenador

#### Campeonatos nacionales
| Título          | Club      | País | Año     |
| --------------- | --------- | ---- | ------- |
| Copa Hazfi      | Esteghlal | Irán | 2001-02 |
| Iran Pro League | Esteghlal | Irán | 2005-06 |
| Copa Hazfi      | Esteghlal | Irán | 2007-08 |
| Iran Pro League | Esteghlal | Irán | 2008-09 |
| Iran Pro League | Sepahan   | Irán | 2009-10 |
| Iran Pro League | Sepahan   | Irán | 2010-11 |
| Iran Pro League | Esteghlal | Irán | 2012-13 |